# Discorama
Discorama fue un programa musical emitido por Televisión española en la temporada 1964-1965, con realización de José Carlos Garrido y presentación y dirección de Pepe Palau.

## Formato
Se trata del primer programa de televisión en España dedicado íntegramente al jazz, un género musical hasta el momento casi inédito en el país. Con un estilo innovador para los cánones de la época, Discorama dio a conocer a los españoles a las grandes figuras del jazz, como Dionne Warwick o Wes Montgomery.